# Bella (keresztnév)
A Bella női név több nyelvben előfordul, mint a -bella végű nevek önállósult beceneve, ezenkívül az olaszban és a spanyolban önálló jelentése is van: szép.

## Rokon nevek
Agnabella, Annabella, Arabella, Dorabella, Izabella, Krisztabell

## Gyakorisága
Az újszülötteknek adott nevek körében az 1990-es években szórványosan fordult elő. A 2000-es és a 2010-es években sem szerepelt a 100 leggyakrabban adott női név között.
A teljes népességre vonatkozóan a Bella sem a 2000-es, sem a 2010-es években nem szerepelt a 100 leggyakrabban viselt női név között.

## Névnapok
augusztus 31., szeptember 1.

## Híres Bellák
- Nagy Bella színésznő, Jókai Mór felesége
- Tanai Bella színésznő
- Bella Poarch énekes
- Bella Thorne amerikai színésznő, énekes